# Germencik
Germencik é uma cidade e distrito do oeste da Turquia, na província (em turco: iller) de Aidim e na região (bölge) do Egeu (Ege Bölgesi), com 394 km² de área e em dezembro de 2021 tinha 43 713 habitantes (densidade: 110,9 hab./km²).